# Stylopallene cheilorhynchus
Stylopallene cheilorhynchus is een zeespin uit de familie Callipallenidae. De soort behoort tot het geslacht Stylopallene. Stylopallene cheilorhynchus werd in 1963 voor het eerst wetenschappelijk beschreven door Clark. 